# Hamilton (musical)
Hamilton: An American Musical este un musical american care descrie viața lui Alexander Hamilton, unul dintre părinții fondatori ai Statelor Unite. Piesa este scrisă și compusă de Lin-Manuel Miranda fiind indispirată din biografia lui Hamilton scrisă de istoricul Ron Chernow în 2004.
Piesa iese în evidență prin compoziție, fiind scrisă aproape integral în ritm de hip-hop și R&B, iar în rolurile principale au fost distribuiți actori de culoare care i-au interpretat pe părinții fondatori ai Statelor Unite și alte personalități ale epocii. Piesa de teatru este scrisă în două acte și include 48 de cântece.
Piesa a primit critici elogioase și a avut un succes uriaș de box-office pe întreg teritoriul american. Inițial, Hamilton a fost produs Off-Broadway, la un Teatru Public, din februarie 2015, dar apoi a fost transferat pe  Broadway în august același an.
În 2016, Hamilton a stabilit un record, cu 16 nominalizări la Premiile Tony și a primit în cele din urmă 11 premii.
În 2017, o nouă versiune Hamilton (modificată pentru publicul britanic) a fost lansată la Victoria Palace din Londra. Hamilton s-a jucat și la Chicago, fiind de asemenea organizate mai multe turnee în Statele Unite. Musicalul a fost jucat și în Australia din martie 2021 și în Canada din ianuarie 2022.
În 2019, Lin-Manuel Miranda a reluat rolul lui Alexander Hamilton pentru un turneu de trei săptămâni în Porto Rico.
În februarie 2020, Disney a anunțat că a cumpărat drepturile pentru înregistrarea video a musicalului, în schimbul sumei de 75 de milioane de dolari. Înregistrările au fost făcute la trei spectacole de-a lungul unui weekend din 2016, cu distribuția originală de pe Broadway, înainte de plecarea lui Lin-Manuel Miranda. Apariția filmului a fost programată în cinematografe pentru octombrie 2021 în Statele unite și Canada. Din cauza pandemiei de Covid-19 care a paralizat toată planeta, Disney și Lin-Manuel Miranda au decis ca filmul Hamilton să fie distribuit pe Disney+ din 3 iulie 2020, data aleasă fiind în ajunul zilei naționale a Statelor Unite. Succesul a fost atât de mare încât aplicația Disney+ a fost accesată de peste 250.000 de ori în weekendul de după lansarea filmului, o creștere de 72% față de luna anterioară.

## Conținut

### Actul I
Musicalul începe cu un rezumat al copilăriei lui Alexander Hamilton de la orfelinatul din Caraibe (piesa Alexander Hamilton). Hamilton s-a născut din flori în Caraibe, tatăl său a abandonat-o pe mama sa când Alexander era mic, iar mama sa a decedat de foame și din cauza bolii, când Alexander avea doar doisprezece ani. La nouăsprezece ani, Alexander se mută în coloniile americane și susține cu ardoare independența americană.
În vara anului 1776, la New York, Hamilton îl caută pe Aaron Burr, absolvent al Universității Princeton care și-a încheiat rapid studiile. Burr este sfătuit de Hamilton, să „vorbești mai puțin, zâmbești mai mult”. Hamilton nu înțelege de ce Burr preferă să rămână prudent în loc să se lupte pentru ideile sale (piesa Aaron Burr, Sir). Hamilton se împrietenește ulterior cu trei revoluționari: John Laurens, un aboliționist, cu Marchizul de Lafayette, un francez extravagant, și cu Hercules Mulligan, ucenicul unui croitor. Hamilton îi impresionează prin discursul și ideile sale  (My Shot) iar cu toții visează să își sacrifice viețile pentru cauza lor (The Story of Tonight). Între timp, surorile Schuyler (Angelica, Eliza și Peggy), provenite dintr-o familie bogată, se plimbă pe străzile din New York, entuziasmate de spiritul revoluționar din aer, căutând „modalități de petrecere a timpului” (The Schuyler Sisters).
Samuel Seabury, un regalist convins, predică împotriva revoluției americane, dar Hamilton îi ridiculizează afirmațiile (Farmer Refuted). Un mesaj sosește din partea regelui britanic George al III-lea care reamintește coloniilor că este pregătit să se lupte pentru a păstra America sub dominația sa (You’ll Be Back).
Revoluția este în desfășurare, iar Hamilton, Burr și prietenii lor se înrolează în Armata continentală. În timp ce armata se retrage din New York, generalul George Washington recunoaște că are nevoie de ajutor pentru câștigarea războiului. Îl ia în considerare pe Hamilton care a furat unul dintre tunurile britanice alături de Laurens, Mulligan și Lafayette pentru ajutarea armatei americane. Hamilton vrea să conducă trupele în luptă, pe front, așa că acceptă șansa de a deveni ajutorul lui Washington (Right Hand Man).
În iarna din 1780, bărbații participă la un bal organizat de Philip Schuyler, iar Hamilton se gândește să se căsătorească cu una dintre fiicele acestuia, în principal datorită bogăției familiei (A Winter’s Ball). Eliza se îndrăgostește de Hamilton, și după ce îi este prezentată de către Angelica, Eliza se logodește cu Hamilton (Helpless). Angelica este la rândul ei atrasă de Hamilton, dar își blochează sentimentele pentru bunăstarea surorii sale (Satisfied). Hamilton, Laurens, Lafayette și Mulligan, îmbătați, petrec la nuntă, iar Burr sosește pentru a-și prezenta felicitările. După ce a fost tachinat de Laurens, Burr recunoaște că are o relație cu soția unui ofițer britanic (The Story of Tonight (Reprise)). Hamilton îl sfătuiește pe Burr să facă publică relația. În schimb, Burr preferă să aștepte și să vadă ce îi rezervă viața înainte să ia măsuri mai dure (Wait For It).
Revoluția continuă, iar Hamilton îi cere de mai multe ori lui Washington să-i ofere conducerea armatei, dar Washington refuză și îl promovează în schimb pe generalul Charles Lee. Decizia se dovedește catastrofală la Bătălia de la Monmouth, în timpul căreia Lee ordonă soldaților să se retragă, contrar indicațiilor lui Washington care preia controlul trupelor și îl promovează în schimb pe Lafayette. Afectat, Lee lansează zvonuri calomnioase la adresa lui Washington (Stay Alive). Hamilton este ofensat, dar Washington îi ordonă să ignore comentariile. Laurens, unul dintre cei mai buni prieteni ai lui Hamilton, se oferă voluntar să lupte în duel cu Lee, deoarece Hamilton nu dorea să încalce ordinele lui Washington. Laurens câștigă duelul și îl rănește pe Lee (Ten Duel Commandments). Washington este furios cu privire la duel și îi ordonă lui Hamilton să se întoarcă la el acasă, să stea cu soția sa (Meet Me Inside). Hamilton revine acasă și este anunțat de Eliza că aceasta este însărcinată. Hamilton ezită, dar Eliza îl asigură că nu au nevoie să fie celebri sau bogați ca să poată trăi împreună (That Would Be Enough).
Lafayette devine unul dintre cei mai importanți conducători din armată și în plus convinge Franța să se alăture în susținerea cauzei americane, iar soarta războiului basculează în favoarea armatei continentale. Washington și Lafayette își dau seama că pot câștiga războiul dacă vor izola marina britanică la Yorktown, însă pentru asta au nevoie de ajutorul lui Hamilton. Deși nu își dorește asta, Washington îi oferă în cele din urmă lui Hamilton controlul armatei (Guns and Ships). În ajunul luptei, Washington își amintește prima sa bătălie ca general, care a fost o catastrofă, și îi spune lui Hamilton că nimeni nu poate controla felul în care lumea își va aminti de el (History Has Its Eyes on You). Începe lupta, iar Laurens, Mulligan și Lafayette pornesc spre Carolina de Sud, spre Golful Chesapeake având misiunea de a-i spiona pe britanici. După mai multe zile de luptă, armata continentală este victorioasă. Britanicii capitulează și pierd războiul (Yorktown (The World Turned Upside Down)). Regele George, după ce armatele sale sunt învinse, cere rebelilor să se gândească la ce pot face dacă se vor guverna singuri (What Comes Next?).
După revoluție, fiul lui Hamilton, Philip, se naște, în vreme ce Burr are o fetiță, Theodosia, care poartă numele mamei sale (Dear Theodosia). Hamilton află cu durere că Laurens a fost ucis într-o bătălie aparent inutilă și se adâncește în lucru (Tomorrow There’ll Be More Of Us). Hamilton și Burr revin la New York pentru încheierea studiilor care duc la cariere de avocați. Burr este uimit de etica de muncă a lui Hamilton și este tot mai iritat de succesul acestuia. Hamilton este ales delegat la convenția constituțională din vara anului 1787. Îi angajează pe James Madison și John Jay să scrie Federalist Papers (o serie de articole de promovare a Constituției Statelor Unite) după ce fusese refuzat de Burr. Angelica anunță că se va căsători și se va muta la Londra. Ales președinte, Washington îl angajează pe Hamilton pe postul de Secretar al Trezoreriei, în ciuda protestelor Elizei (Non-Stop).

### Actul II
În 1789, Thomas Jefferson revine în Statele Unite după perioada petrecută în Franța ca ambasador. Washington îl invită să devină secretar de stat, poziție creată după apariția Constituției. James Madison îi cere lui Jefferson ajutorul pentru contracararea planului financiar al lui Hamilton care, conform lui Madison, dă prea mult control guvernului (What’d I Miss?). Jefferson și Hamilton dezbat avantajele planului financiar al lui Hamilton, în timpul unei ședințe a cabinetului. Washington îl trage deoparte pe Hamilton și îi cere să găsească un compromis pentru a convinge Congresul (Cabinet Battle #1).
În timp ce Hamilton continuă să lucreze, Eliza îi reamintește că Philip, fiul lor, are nouă ani. Philip îi prezintă o poezie pe care a compus-o cu care îl uimește pe tatăl său. Angelica îl sfătuiește pe Hamilton să îl convingă pe Jefferson cu privire la proiectul său pentru a primi aprobarea Congresului. Ea menționează de asemenea o scrisoare primită din partea lui Hamilton în care el i se adresează ei cu apelativul „Draga mea”. Mai târziu, Eliza și Angelica încearcă să îl convingă pe Hamilton să meargă cu ele în vacanță pe durata verii, dar Hamilton refuză deoarece are mult de muncă la planurile sale în fața Congresului, astfel că rămâne la New York, în vreme ce familia sa se deplasează spre Nord (Take a Break).
Rămas singur, Hamilton primește vizita Mariei Reynolds care îi spune că fusese abandonată de soț. Hamilton promite să o ajute, iar între cei doi se naște o relație. Soțul Mariei, James Reynolds, îl șantajează pe Hamilton, care se supără pe Maria, dar continuă relația cu aceasta și îl plătește pe soțul ei (Say No To This).
Hamilton vorbește cu Jefferson și Madison despre planul financiar, în timpul unei cine private care are drept consecință Compromisul din 1790, de a susține planul financiar al lui Hamilton în schimbul mutării capitalei Statelor Unite de la New York la Washington, D.C., loc aflat mai aproape de casa lui Jefferson din Washington, D.C.. Burr este invidios pe influența lui Hamilton asupra guvernului și își dorește să aibă puteri asemănătoare (The Room Where It Happens). Burr schimbă partidul politic din care face parte și îl învinge pe tatăl Elizei, Philip Schuyler, în cursa pentru un loc în Senat. Crește astfel conflictul dintre Burr și Hamilton, acesta din urmă considerând că Burr nu are pic de loialitate și nu se dă în lături de la nimic pentru a deveni mai influent (Schuyler Defeated).
În timpul unei alte reuniuni a cabinetului, Jefferson și Hamilton au o dispută cu privire la conflictul dintre Franța și Marea Britanie și se întreabă dacă Statele Unite trebuie să sară în ajutorul Franței. Washington este în cele din urmă de acord cu Hamilton care consideră că America trebuie să rămână neutră (Cabinet Battle #2). După ședință, Burr, Jefferson și Madison vorbesc despre gelozia lor cu privire la susținerea permanentă a lui Washington față de politica lui Hamilton și caută o metodă de a-i distruge reputația lui Hamilton (Washington on Your Side).
Washington îl anunță pe Hamilton că Jefferson a demisionat din postul său pentru a candida la președinție, iar Washington se va retrage din cursă. Hamilton este șocat, dar Washington consideră că este alegerea corectă pentru ca țara lor să supraviețuiască și cei doi scriu un discurs de adio (One Last Time). În Anglia, regele George al III-lea află despre retragerea lui Washington care va fi înlocuit cu John Adams. Regele este convins că Statele Unite se vor prăbuși sub președinția lui Adams (I Know Him).
Hamilton este demis de Adams și, ca răspuns, publică o critică incendiară la adresa noului președinte (The Adams Administration). Jefferson, Madison și Burr cred că au descoperit o dovadă că Hamilton a deturnat fonduri din guvern, fiind astfel vinovat de trădare. În timpul unei confruntări, Hamilton recunoaște că a avut o relație cu Maria Reynolds și l-a plătit în secret pe James Reynolds pentru a-i închide gura (We Know). Cei trei promit să păstreze secretul, dar Hamilton nu crede că asta se va întâmpla, astfel că decide să facă totul public, încercând să prezinte cu sinceritate situația (Hurricane) și speră să oprească zvonul cu privire la deturnarea de fonduri, încercând astfel să-și salveze poziția politică. Reputația personală este distrusă după publicarea unui pamflet scris de Reynolds (The Reynolds Pamphlet). Distrusă de infidelitatea lui Hamilton, Eliza, în lacrimi, arde scrisorile pe care Hamilton i le trimisese de-a lungul anilor, distrugând astfel posibilitatea ca Hamilton să fie răscumpărat de „viitorii istorici” și împiedicând lumea să știe cum a reacționat ea în „ștergerea din poveste” (Burn).
Anii trec iar fiul lui Hamilton, Philip, devenit adult, se înfruntă în duel cu un bărbat pe nume George Eacker care îi jignise tatăl. Sfătuit de tatăl său, Philip trage cu pistolul în aer ca să nu-și rănească rivalul, dar Eacker îl împușcă pe Philip (Blow Us All Away). Philip este dus la un doctor care însă nu îl poate salva. Hamilton și Eliza ajung lângă Philip cu puțin timp înainte ca acesta să moară (Stay Alive (Reprise)). După decesul lui Philip, familia se retrage în reședința sa. Hamilton îi cere scuze Elizei pentru greșelile comise, iar aceasta îl iartă (It’s Quiet Uptown).
Alegerile prezidențiale din 1800 duc la înfrângerea lui John Adams și egalitate între Jefferson și Burr. Hamilton îl susține pe Jefferson deoarece Burr nu pare să aibă valori morale, și Jefferson devine președinte. Jefferson refuză ca Burr să-i fie vicepreședinte, așa cum era atunci tradiția, ca vicepreședinte să devină cel clasat pe locul 2 la alegeri (The Election of 1800). Burr, furios, îi trimite o scrisoare lui Hamilton pe care îl provoacă la duel (Your Obedient Servant). În dimineața duelului, înainte să răsară soarele, Eliza îi cere lui Hamilton să revină în pat, însă Hamilton răspunde că are de rezolvat o afacere presantă și îi reamintește că o iubește (Best of Wives and Best of Women).
Burr și Hamilton se întâlnesc la Weehawken, New Jersey pentru duel. Înainte să se declanșeze focurile de arme, Hamilton se gândește la moartea sa, la relațiile sale și la moștenirea sa. Îndreaptă pistolul spre cer și este împușcat în burtă de Burr. Moare la scurt timp după aceea, avându-le alături pe Angelica și pe soția sa. Burr deplânge soarta sa, deși supraviețuiește, va fi condamnat să rămână ticălosul care va fi ținut minte doar pentru că l-a ucis pe Alexander Hamilton (The World Was Wide Enough).
La final, Washington reamintește că nu poate fi controlat felul în care omenirea îi va ține minte, Jefferson și Madison reamintesc geniul adversarului lor politic și forța de muncă a acestuia, iar Eliza explică felul în care s-a luptat în cei cincizeci de ani care au urmat să păstreze moștenirea soțului său. Ea i se adresează direct lui Hamilton, spunându-i că a deschis un orfelinat privat în memoria sa (Who Lives, Who Dies, Who Tells Your Story).

## Trivia
La 12 mai 2009, are loc la Casa Albă concursul White House Poetry Jam. Cu această ocazie, Lin-Manuel Miranda prezintă publicului o versiune a cântecului Alexander Hamilton, printre cei care îl urmăresc fiind președintele de atunci al Statelor Unite, Barack Obama, și soția acestuia, Michelle Obama. Prestația sa are un succes uriaș la public.

## Roluri și distribuție
| Personaj                                  | Vassar Workshop (2013) | Off-Broadway (2015)    | Distribuția originală pe Broadway (2015) | Chicago (2016)           | San Francisco / Los Angeles (2017) | Londra (2017)    |
| ----------------------------------------- | ---------------------- | ---------------------- | ---------------------------------------- | ------------------------ | ---------------------------------- | ---------------- |
| Alexander Hamilton                        | Lin-Manuel Miranda     | Lin-Manuel Miranda     | Lin-Manuel Miranda                       | Miguel Cervantes         | Michael Luwoye                     | Jamael Westman   |
| Elizabeth Schuyler Hamilton               | Ana Nogueira           | Phillipa Soo           | Phillipa Soo                             | Arianna Afsar\|Ari Afsar | Solea Pfeiffer                     | Rachelle Ann Go  |
| Aaron Burr                                | Utkarsh Ambudkar       | Leslie Odom Jr.        | Leslie Odom Jr.                          | Joshua Henry             | Joshua Henry                       | Giles Terera     |
| Angelica Schuyler                         | Anika Noni Rose        | Renée Elise Goldsberry | Renée Elise Goldsberry                   | Karen Olivo              | Emmy Raver-Lampman                 | Rachel John      |
| George Washington                         | Christopher Jackson    | Christopher Jackson    | Christopher Jackson                      | Jonathan Kirkland        | Isaiah Johnson                     | Obioma Ugoala    |
| Marchizul de Lafayette / Thomas Jefferson | Daveed Diggs           | Daveed Diggs           | Daveed Diggs                             | Chris De'Sean Lee        | Jordan Donica                      | Jason Pennycooke |
| Hercules Mulligan / James Madison         | Joshua Henry           | Okieriete Onaodowan    | Okieriete Onaodowan                      | Wallace Smith            | Mathenee Treco                     | Tarinn Callender |
| John Laurens / Philip Hamilton            | Javier Muñoz           | Anthony Ramos          | Anthony Ramos                            | Jose Ramos               | Rubén J. Carbajal                  | Cleve September  |
| Peggy Schuyler / Maria Reynolds           | Presilah Nunez         | Jasmine Cephas Jones   | Jasmine Cephas Jones                     | Samantha Marie Ware      | Amber Iman                         | Christine Allado |
| Regele George al III-lea                  | Joshua Henry           | Brian d'Arcy James     | Jonathan Groff                           | Alexander Gemignani      | Rory O'Malley                      | Michael Jibson   |

## Reacția criticilor
Musicalul Hamilton a fost inițial privit cu surprindere fiind una dintre primele opere care să includă stilurile rap și hip-hop în cântecele sale. Însă majoritatea cronicilor au fost bune, iar publicul a primit cu entuziasm piesele, biletele fiind vândute pentru multe spectacole înainte.

## Rolul educativ
Bine primită de public, piesa de teatru a avut și un rol educativ, Lin-Manuel Miranda inspirându-se din fapte reale petrecute de-a lungul perioadei. Președintele SUA Barack Obama a sfătuit școlarii americani să urmărească Hamilton pentru a-și îmbunătăți cunoștințele despre această perioadă istorică a Statelor Unite, chiar dacă piesa nu poate fi considerată o sursă perfectă de informare, ci doar o introducere în subiect.

## Legături extrene
- Site web oficial